# Spanglish

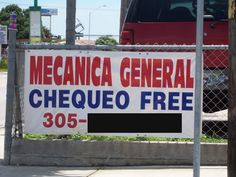
Cedule napsaná ve Spanglish v Miami na Floridě, na které automechanik nabízí bezplatnou konzultaci.

Spanglish (španělsky espanglish) je kombinace angličtiny a španělštiny, kterou hovoří až několik milionů lidí na jihu a východě USA, kteří jsou původem z Latinské Ameriky. Vyznačuje se pošpanělšťováním nebo pouhým přejímáním slov z angličtiny do španělštiny. Espanglish má mnoho příznivců, ale i odpůrců.
Jedním z mnoha nadšenců je i Ilán Stavans, který se proslavil zejména překladem Dona Quijota do spanglishe. Vyšla dokonce i gramatika a na internetu lze najít řadu slovníků.

## Příklad krátkého dialogu
- Anita: „Hola, good morning, cómo estás?“
- Mark: „Well, y tú?“
- Anita: „Todo bien. Pero tuve problemas parqueando mi carro this morning.“
- Mark: „Sí, I know. Siempre hay problemas parqueando in el area at this time“.

### Anglický překlad
- Anita: „Hello, good morning, how are you?“
- Mark: „Well, and you?“
- Anita: „Everything's fine, but I had problems parking my car this morning.“
- Mark: „Yeah, I know. There are always problems parking in this area at this time“.

### Španělský překlad
- Anita: „Hola, buenos días, ¿cómo estás?“
- Mark: „Bien, ¿y tú?“
- Anita: „Todo bien. Pero tuve problemas estacionando//aparcando mi coche esta mañana.“
- Mark: „Sí, ya lo sé. Siempre hay problemas de estacionamiento//para aparcar en esta zona a esta hora“.

### Český překlad
- Anita: Ahoj, dobré ráno, jak se máš?
- Mark: Dobře a ty?
- Anita: Jde to, jen jsem měla dnes ráno problém se zaparkováním auta.
- Mark: Ano, vím. V tuto dobu jsou tu vždy problémy s parkováním.